# Promenade du Cours-de-la-Reine
La promenade du Cours-de-la-Reine est un espace vert situé dans le 8e arrondissement de Paris.

## Situation et accès
Le site est accessible par le 1, place de la Reine-Astrid. Il longe le cours la Reine.
Il est desservi par la ligne   à la station Alma - Marceau.